# Tito Quíncio Capitolino Barbato (cônsul em 421 a.C.)
Tito Quíncio Capitolino Barbato (em latim: Titus Quinctius Capitolinus Barbatus) foi um político da gente Quíncia nos primeiros anos da República Romana eleito cônsul em 421 a.C. com Numério Fábio Vibulano. Foi também tribuno consular em 405 a.C..Era filho de Tito Quíncio Capitolino Barbato, cônsul por seis vezes.

## Consulado (421 a.C.)
Em 421 a.C., Tito Quíncio foi eleito cônsul com Numério Fábio Vibulano, a quem foi confiada a campanha contra os équos que, apesar de ter sido vitoriosa, foi recompensada com uma simples ovação.
| “ | Os conseguiram organizar pouco mais do que um arremedo de batalha e os romanos os derrotaram sem grande glória para o cônsul. Por isso, lhe foi negado um triunfo, mas por haver cancelado a lembrança da derrota sofrida por Semprônio, lhe foi permitido entrar na cidade com as honras de uma ovação. | ” |
|   | — Lívio, Ab Urbe condita IV, 3, 43. |   |

Em Roma, os senadores apresentaram a proposta de aumentar de dois para quatro o número de questores, mas retiraram-na depois que os tribunos da plebe, aceitando-a, propuseram que um destes novos questores fosse escolhido entre os plebeus. Ainda assim, as tensões no final do mandato são tamanhas que se faz necessário que o Senado nomeie um interrex para assegurar a realização das eleições consulares. Lúcio Papírio Mugilano, eleito para esta função, consegue eleger finalmente os tribunos do ano seguinte.

## Primeiro tribunato (405 a.C.)
Foi eleito novamente em 405 a.C., desta vez com Quinto Quíncio Cincinato, Aulo Mânlio Vulsão Capitolino, Lúcio Fúrio Medulino, Caio Júlio Julo e Mânio Emílio Mamercino.
Roma levou a guerra até Veios, cercando a cidade, que não conseguiu obter o apoio das demais cidades etruscas em sua guerra contra Roma.
| “ | No início do cerco, os etruscas realizaram assembleias lotadas perto do Templo de Voltumna, mas não conseguiram decidir se todos os etruscos deveriam entrar na guerra em favor dos veios. | ” |
|   | — Lívio, Ab Urbe condita IV, 4, 61.. |   |